# Episodi di The Avatars (seconda stagione)
| nº | Titolo originale             | Titolo italiano                         | Prima TV UK | Prima TV Italia |
| -- | ---------------------------- | --------------------------------------- | ----------- | --------------- |
| 1  | The Wizard of PAZ: Part 1    | Il mago di Paz (Prima parte)            |             |                 |
| 2  | The Wizard of PAZ: Part 2    | Il mago di Paz (Seconda parte)          |             |                 |
| 3  | Mission POSSIBLY Impossible  | Missione quasi impossibile              |             |                 |
| 4  | LExY-men                     | Lexy-Men                                |             |                 |
| 5  | Life of J.P.                 | Vita di J.P.                            |             |                 |
| 6  | wreck-it ROBBIE              | Robbie spaccatutto                      |             |                 |
| 7  | Step OUT                     | Step out                                |             |                 |
| 8  | Hoop                         | Bo e J.P. - Nemiciamici                 |             |                 |
| 9  | Who Framed ROBTACULAR ROBBIE | Chi ha incastrato il robbicoloso Robbie |             |                 |
| 10 | Around the World in 7 Days   | Il giro del mondo in 7 giorni           |             |                 |
| 11 | Return of the J.P.           | Il ritorno del J.P.                     |             |                 |
| 12 | Breaking dOwn                | La storia finita                        |             |                 |
| 13 | Escape from Planet HEART     | Lexy glaciale                           |             |                 |
| 14 | How to Train Your DUDE       | School of Bo                            |             |                 |
| 15 | E.T. The Extra-TENDER        | E.T. l'extra-tenera                     |             |                 |
| 16 | Happy FeAt                   | Happy feat                              |             |                 |
| 17 | Remember US                  | ... e alla fine arriva Robbie           |             |                 |
| 18 | Man in BlackED               | Men in blackizzati                      |             |                 |
| 19 | Last ROCK Hero               | Last rock hero                          |             |                 |
| 20 | WORD War Z                   | Word War Z                              |             |                 |
| 21 | LOUzilla                     | Louzilla                                |             |                 |
| 22 | The BluFF Brothers           | The Bluff Brothers                      |             |                 |
| 23 | doomED                       | Noi siamo finiti                        |             |                 |
| 24 | The Charton Menace           | Fantastic Mr. Zappa                     |             |                 |
| 25 | Over the STAGE               | La gang del palco                       |             |                 |
| 26 | AVATarmageddon               | Avat Armageddon                         |             |                 |